# Parincea (gmina)
Parincea – gmina w Rumunii, w okręgu Bacău. Obejmuje miejscowości Barna, Mileștii de Jos, Mileștii de Sus, Nănești, Năstăseni, Parincea, Poieni, Satu Nou, Văleni i Vladnic. W 2011 roku liczyła 3588 mieszkańców.